# Alliance de la dignité humaine
 (janvier 2023).
L'Alliance de la dignité humaine (en anglais : Human Dignity Alliance abrégé HDA ; en irlandais : Comhaontas Dhínit an Duine) est un parti politique mineur irlandais. Il est officiellement fondé le 29 juin 2018 par le sénateur de Rónán Mullen (en).

## Contexte
Rónán Mullen, le fondateur du parti, est sénateur indépendant pour la circonscription de l'Université nationale d'Irlande depuis 2007. En 2014, il se présente aux élections européennes sans succès dans la circonscription Midlands–North-West. Mullen est une figure importante dans les campagnes s'opposant au mariage entre personnes de même sexe lors du référendum de 2015 et à l'avortement lors du référendum de 2018,. Il est membre du Mouvement politique chrétien européen.

## Fondation
L'Alliance pour la dignité humaine est née d'un groupement politique au sein de Leinster House qui se réunissait chaque année. Le parti est inscrit pour participer aux élections européennes et de l'Oireachtas. Rónán Mullen prévoit que le parti soit « progressivement une réussite » et qu'il connaîtrait une croissance au fil du temps. Le député  indépendant Mattie McGrath (en) en 2018 exclu de rejoindre l'Alliance pour la dignité humaine.